# ハガツオ
ハガツオ（歯鰹、英: bonito または 英: striped bonito、学名 sarda orientalis）は、スズキ目・サバ科に分類される魚の一種。
和名通りカツオに似た大型肉食魚で、食用にもなる。地方名はキツネ、キツネガツオ（各地）、サバガツオ、シマガツオ、スジガツオ、ホウセンなどがある。

## 特徴
成魚は全長50-60cmほどだが、1m以上に達する大型個体もいる。下顎は厚くがっしりとしていて、顎には鋭い歯が並ぶ。体色は背中が青く、黒くて細い縦縞が片側に6-7条走る。腹側は銀白色をしている。カツオに似るが、頭部や体型が前後に細長いこと、鋭い歯が目立つこと（標準和名の由来）、背中側に縦縞があり腹側に縞が出ないことで区別できる。
多くの地方名があり、頭部が細長く前に突き出てキツネの顔を思わせることから「キツネ」「キツネガツオ」、体が細長くサバに似ることから「サバガツオ」、背中の縦縞から「シマガツオ」「スジガツオ」といった呼び名がある。

### 生態
南日本太平洋岸・中央アメリカ西岸・オーストラリア北岸・アフリカ東岸まで、インド太平洋の熱帯・温帯海域に広く分布する。学名の種名"orientalis"は「東洋の」という意味である。
沿岸域の表層を群れで遊泳し、カツオやマグロ類などと混群を作ることもある。食性は肉食性で、他の小魚や頭足類などを捕食する。

## 利用
一本釣り、延縄、巻き網、定置網などで漁獲される。日本では一般的に本種を狙って漁獲することはなく、サバ、カツオ、マグロなど他の魚との混獲で水揚げされることが多いが、高知県土佐清水市では立縄漁において本種の漁獲が水揚げの主軸となることが多々ある。
肉は赤身で軟らかく、味も非常に良い。しかし鮮度落ちが早いため昔の評価はカツオ以下だったが、冷蔵技術の進んだ現在ではカツオより味の評価は高い。ただ傷みが早いので鮮度には注意が必要である。加熱してもカツオほど硬くならず刺身、焼き魚、唐揚げなどいろいろな調理法に対応する。
五島列島では『生節』といって薫製にしてうまみを閉じ込め１ヶ月以上冷蔵庫保存可能なものを古くから作っている。
インド洋の島国モルディブでは、モルディブ・フィッシュ(Maldive fish)と呼ばれる鰹節の一種に加工される。日本の枯節のようなカビ付け工程のない荒節で、スリランカなどでも、郷土料理の味つけに用いるが、削って用いるのではなく、袋に入れて棒でたたき割ってから用いる。手間を省くために工場で粗い粒状に粉砕して瓶や袋に入れた製品も市販されている。

## ハガツオ属

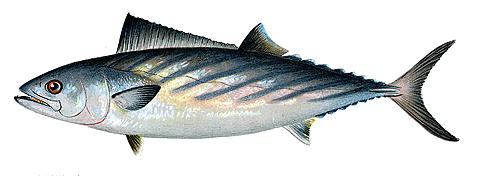
Sarda sarda

ハガツオ属 Sarda は全世界の熱帯・温帯海域に4種だけが知られる。
- Sarda australis (Macleay,1881) - オーストラリアとニュージーランドの周辺海域 - Australian bonito
- S. chiliensis (Cuvier, 1832) - 東太平洋 - Pacific bonito
  - （亜種）S. c. chiliensis (Cuvier, 1832) - 南アメリカ太平洋岸 - Pacific bonito
  - （亜種）S. c. lineolata (Girard, 1858) - 北アメリカ太平洋岸 - Pacific bonito
- S. orientalis (Temminck et Schlegel, 1844) - ハガツオ。インド洋・太平洋 - Striped bonito
- S. sarda (Bloch, 1793) - 大西洋 - Atlantic bonito